# Hermann Keller (cyclisme)
Pour le musicologue et organiste allemand, voir Hermann Keller.
Hermann Keller (né le 5 juin 1993) est un coureur cycliste allemand, membre de l'équipe Embrace The World.

## Biographie
En 2018, Hermann Keller se distingue en terminant onzième et meilleur amateur du championnat d'Allemagne, remporté au sprint par Pascal Ackermann. La même année, il s'impose sur la première étape du Tour de Guyane. Il remporte également une étape et le classement par points du Tour du Faso, sous les couleurs du 	Team Embrace The World.

## Palmarès
- 2018
  - 1re étape du Tour de Guyane
  - 8e étape du Tour du Faso
- 2019
  - Challenges de la Marche verte - Grand Prix Sakia El Hamra
  - 9e étape du Tour de Guyane
  - 3e et 4e étapes du Tour du Sénégal
  - 2e du Tour du Sénégal
  - 3e du Challenges de la Marche verte - Grand Prix Oued Eddahab
  - 3e du Challenge International du Sahara Marocain

## Classements mondiaux
| Année           | 2018   | 2019 | 2020 |
| --------------- | ------ | ---- | ---- |
| UCI Europe Tour | 1 828e | 497e | 526e |